# Zuurgebraad

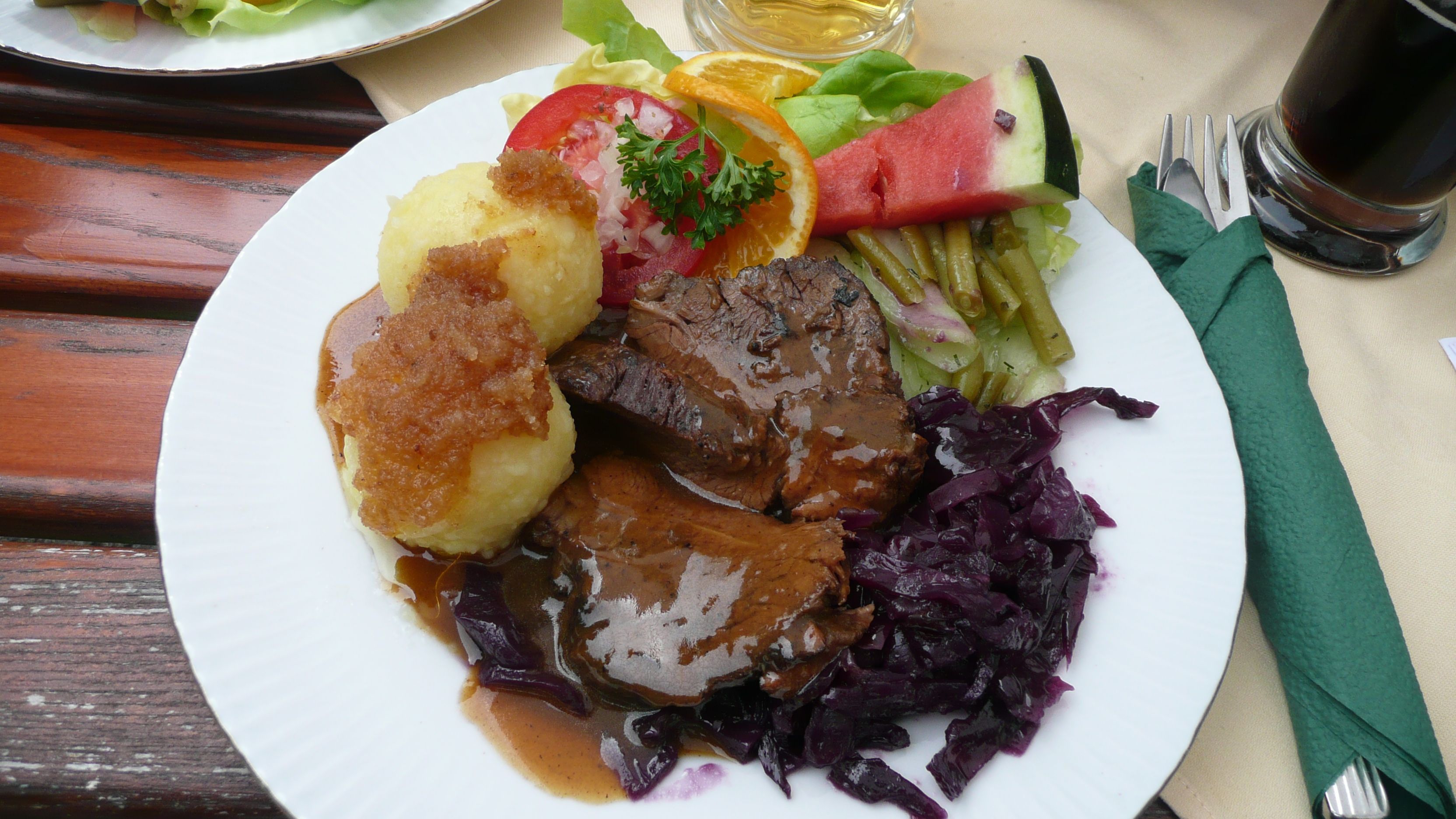
Saksisch zuurgebraad met Kartoffelklößen en rodekool

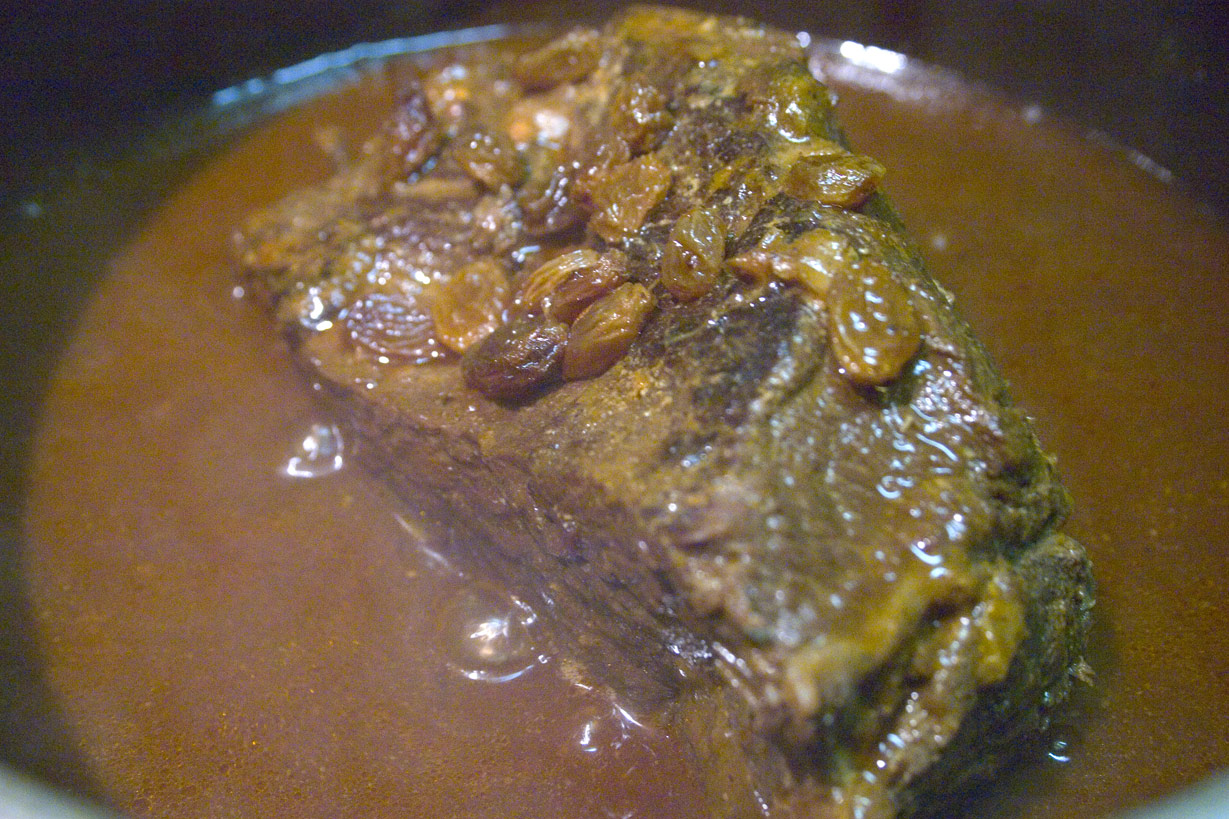
Rijnlands zuurgebraad waaraan rozijnen zijn toegevoegd om de zure smaak van het gebraad te temperen

Zuurgebraad (Duits: Sauerbraten) is een Duits vleesgerecht dat kan worden bereid door het smoren van diverse vleessoorten. Meestentijds wordt rundvlees gebruikt, maar soms ook kalfsvlees, lamsvlees en schapenvlees, varkensvlees en traditioneel paardenvlees. Voorafgaand aan de definitieve bereiding wordt het vlees gedurende 3 à 10 dagen gemarineerd in een mengsel van azijn of wijn, water, kruiden, specerijen en smaakversterkers. Aangezien voornamelijk taaie vleesstukken worden gebruikt (zoals staartstuk of bovenbil van het rund) in zuurgebraad, resulteert het lange marineren in malser vlees en daardoor in een zacht en sappig eindgerecht.
Zuurgebraad wordt beschouwd als een van de nationale gerechten van Duitsland. Het is tevens een van de bekendste Duitse gerechten en wordt derhalve vaak opgediend in Duits georiënteerde restaurants buiten Duitsland. De verscheidene streekgebonden varianten van het gerecht zijn die uit Franken, Thüringen, het Rijnland, Saarland, Silezië en Zwaben. In een klein deel van Duitsland worden aardappelpannenkoeken (hetzij Kartoffelpuffer, hetzij Reibekuchen) geserveerd met zuurgebraad. Ook vele Duitse restaurants in de Verenigde Staten doen dit.
Van oudsher wordt zuurgebraad geserveerd met traditionele Duitse bijgerechten, zoals rodekool, knoedels of Kartoffelklöße, Spätzle en gekookte aardappels.

## Geschiedenis
Julius Caesar wordt weleens de rol van bedenker van zuurgebraad toegeschreven, nadat hij amfora´s met in wijn gemarineerd rundvlees over de Alpen zond naar de nieuwe Romeinse kolonie Keulen. Volgens deze legende werd dit Romeinse importgerecht nagebootst door de bewoners van Keulen. Hoewel wijdverbreid is deze ontstaansverklaring niet realistisch. Julius Caesar werd vermoord in 44 v.Chr., terwijl Keulen nadien werd gesticht in 50 n.Chr.
Zuurgebraad werd aanvankelijk gemaakt van paardenvlees. Dit wordt nog steeds gedaan in traditionele restaurants, met name in het Rijnland. Tegenwoordig bereidt men zuurgebraad echter meestal uit rundvlees.

## Streekgebonden varianten
Er zijn vele regionale varianten van zuurgebraad, die voornamelijk verschillen in de bestanddelen van de marinade waarin het vleesstuk dagenlang wordt gelegd.
Doorgaans bestaat de marinade-basis rode wijn, azijn, of een combinatie hiervan. Ofschoon Duitsland grote hoeveelheden witte wijn produceert, zoals Riesling en Gewürztraminer, gebruikt men in de Duitse gebieden nabij de Franse grens voornamelijk rode wijn om zuurgebraad te bereiden. Wijnazijn, appelciderazijn en andere variaties kunnen worden gebruikt als basis. In recepten uit de oostelijke gebieden van Duitsland, tegen de Poolse en Tsjechische grens, is vaker azijn de marinade-basis. 
Rijnlands zuurgebraad (Rheinischer Sauerbraten) wordt bereid in het Rijnland. Voor deze variant worden rozijnen en soms suikerbietsiroop toegevoegd tijdens het kookproces, teneinde een evenwicht te verkrijgen tussen de zoete smaak en de zuurheid van marinade.